# Бланшар, Жером
Жером Бланшар (фр. Jérôme Blanchard; род. 20 июля 1981 года в Лионе, Франция) — фигурист, выступавший в парном катании за Францию и Россию. Чемпион Франции 2004 года в паре с Сабриной Лефрансуа, серебряный призёр чемпионата Франции 2006 года в паре с Ринатой Араслановой, участник чемпионата России 2011 года в паре с Марией Мухортовой.

## Карьера
С партнёршей Сабриной Лефрансуа он — чемпион Франции 2004 года. В сезоне 2005—2006 он представлял Францию в паре с россиянкой Ринатой Араслановой, и с ней стал серебряным призёром национального первенства. Летом 2007 года Жером переехал в Россию, в группу Олега Васильева, и начал тренироваться в паре с Валерией Воробьёвой. Французская федерация фигурного катания не хотела отпускать его под российский флаг, но после длительной борьбы он всё же получил разрешение представлять Россию. Однако, результаты показанные этой парой в первый год совместных выступлений оказались не удовлетворительными — они были лишь третьми (из трёх участвовавших пар) на турнире «Мемориал Н. А. Панина 2007» и четвёртыми в финале Кубка России 2008. После этого пара была распущена тренером и Жером перешёл кататься в шоу. Он принял участие в проекте телеканала Россия «Звёздный лёд» в 2008 году, где составил пару с певицей Юлией Савичевой.
В 2010 году, по предложению бывшего тренера Олега Васильева, вернулся в спорт и встал в пару с чемпионкой России 2007 года, неоднократным призёром чемпионатов Европы, Марией Мухортовой, которая осталась без партнёра после распада её пары с Максимом Траньковым. Новая пара заняла лишь 7-е место на чемпионате России 2011 и не смогла, таким образом, войти в сборную страны, оставшись без финансовой поддержки Федерации. После этой неудачи Бланшар вернулся во Францию, решив закончить любительскую карьеру. Планирует заняться семейным гостиничным бизнесом.

## Программы
(с М. Мухортовой)
| Сезон     | Короткая программа                        | Произвольная программа                                      |
| --------- | ----------------------------------------- | ----------------------------------------------------------- |
| 2010—2011 | «Song from a Secret Garden» Secret Garden | «Танец принца и феи» из балета «Щелкунчик» П. И. Чайковский |

## Спортивные достижения

### Результаты за Россию
(с М. Мухортовой)
| Соревнования/Сезон | 2010—2011 |
| ------------------ | --------- |
| Чемпионаты России  | 7         |

### Результаты за Францию
(с Р. Араслановой)
| Соревнования       | 2005—06 |
| ------------------ | ------- |
| Чемпионаты Франции | 2       |

(с С. Лефрансуа)
| Соревнования          | 2000—01 | 2001—02 | 2002—03 | 2003—04 |
| --------------------- | ------- | ------- | ------- | ------- |
| Чемпионаты мира       | 14      |         |         | 11      |
| Чемпионаты Европы     | 5       |         |         |         |
| Чемпионаты Франции    | 2       |         | 2       | 1       |
| Skate Canada          | 5       |         |         |         |
| Trophée Eric Bompard  | 8       |         | 10      | 6       |
| Cup of Russia         |         |         |         | WD      |
| Мемориал Карла Шефера | 3       |         |         |         |

- WD = снялись с соревнований